# 上派镇
上派镇是中华人民共和国安徽省合肥市肥西县下辖的一个镇，同时为县政府驻地。目前常住人口13.3万人、流动人口7000多人。
该镇原属于庐州府合肥县，1948年底共产党政权设立肥西县，1949年6月正式将县治设在上派河镇。
上派镇拥有安徽省最大的苗木花卉基地——三岗，安徽省示范高中——肥西中学。上派镇通过206国道北接合肥市。